# Peloscolex beetoni
Peloscolex beetoni är en ringmaskart som beskrevs av Brinkhurst 1965. Peloscolex beetoni ingår i släktet Peloscolex och familjen glattmaskar. Inga underarter finns listade i Catalogue of Life.